# Intact (entreprise)
Intact Corporation financière est une compagnie d'assurance canadienne. Bien que son siège social soit situé à Toronto, une importante part de ses activités est située au Québec. Elle propose des prestations d’assurance IARD (incendie accidents et risques divers) au Canada avec près de 21 milliards de dollars en primes annuelles. Faisant anciennement partie du Groupe ING sous le nom d’ING Canada, l’entreprise est devenue une compagnie indépendante et a changé son nom en 2009.

## Historique
Selon un article de Le Devoir de 2009, l'histoire de la société commence « il y a plus de 100 ans » à Saint-Hyacinthe comme petite compagnie d'assurances qui va devenir le Groupe Commerce, lequel a fait l'acquisition de Bélair Direct avant d'être détenu par ING Canada en 1989, venu au Canada en 1959 pour racheter Halifax Insurance dans l'est, puis Western Union dans l'ouest.
D'après La Presse.ca, la société Intact a pour origine le Groupe Commerce, fondé en 1907 à Saint-Hyacinthe, et le Groupe Bélair, créé en 1955, qui ont été rachetés par la société néerlandaise ING en 1989. Le Groupe ING a créé ING Canada, qui a développé sur le marché canadien l'assurance de dommage, cette activité étant confiée aux gestionnaires du Groupe Commerce.
Entre 1989 et 2009, l'assureur ING Canada fait onze acquisitions. Notamment, en 1998, ING Canda acquiert les activités au Canada d'assurance IARD de la société britannique Guardian Royal Exchange Group PLC pour 375 millions de dollars ; et entre 2001 et 2004, ING Canada acquiert Allianz Canada et trois de ses filiales dont Brokerlink, un réseau de courtiers d'assurance présent en Ontario et en Alberta,. En 2004, ING Canada entre à la Bourse de Toronto, émettant environ 35 millions d'actions. À la suite de l'opération, le Groupe ING conserve une participation de 70 % dans l’actionnariat de l’entreprise.
En 2008, au moment de la crise financière mondiale, le Groupe ING est en difficulté financière et décide de quitter le Canada en vendant ses parts de ING Canada,. En janvier 2009, ING Canada entre dans les 50 plus grandes capitalisations boursières à la bourse de Toronto. En février 2009, la compagnie d’assurance ING Canada devenue indépendante — le Groupe ING ayant revendu ses parts — est renommée Intact Assurance. En mai 2009, la société devient Intact Corporation financière.
En 2011, Intact Corporation financière a acquis les activités canadiennes d’AXA Assurances, l'un de ses principaux concurrents, pour 2,6 milliards de dollars. Par cette acquisition, Intact augmente de 44 % son chiffre d'affaires, devenant le plus gros assureur du Canada, devant le Mouvement Desjardins, dans les trois gros secteurs d'assurances de biens : l'automobile, les particuliers et les entreprises,. En 2012, elle a acquis La Compagnie d’assurances Jevco pour 530 millions de dollars.
En 2014, elle a fait l’acquisition de Metro General Insurance Corporation, qui opère sur le marché de Terre-Neuve-et-Labrador. En 2015, la compagnie s’est portée acquéreur de Canadian Direct Insurance Incorporated (CDI), un assureur de l’Ouest du Canada.
En avril 2017, Intact annonce l'acquisition de l'entreprise américaine OneBeacon pour 1,7 milliard de dollars, qui sera renommée « Intact Insurance Group USA LLC ».
En novembre 2020, Intact et Tryg, une entreprise danoise, annoncent l'acquisition de RSA Insurance Group pour 12,3 milliards dollars canadiens. L'opération scinde les activités de RSA : Intact Financial reprend les activités canadiennes, britanniques, et internationales et Tryg reprend les activités norvégiennes et suédoises. Et les deux reprennent à part égale les activités au Danemark. Tryg participe à hauteur de 7,2 milliards et Intact à hauteur de 5,1 milliards,.

## Principaux actionnaires
Au 1 mars 2020:
| Janus Capital Management     | 3,44% |
| RBC Global Asset Management  | 2,79% |
| The Vanguard Group           | 2,74% |
| CI Investments               | 2,44% |
| TD Asset Management          | 2,26% |
| Newton Investment Management | 2,10% |
| Wellington Management        | 1,95% |
| 1832 Asset Management        | 1,83% |
| BMO Asset Management         | 1,67% |
| CIBC Asset Management        | 1,62% |

## Informations économiques
En 2020, lorsque Intact acquiert une partie de RSA, son effectif passe de 16 000 à 26 000 employés. Elle assure cinq millions de particuliers et d’entreprises par l’entremise de ses filiales d’assurance[réf. nécessaire]. Elle opère aussi en tant que fournisseur d’assurance privé IARD en Colombie-Britannique, en Alberta, en Ontario, au Québec, en Nouvelle-Écosse et à Terre-Neuve-et-Labrador. La compagnie distribue ses produits d’assurance sous la marque Intact Assurance par l’entremise d’un réseau de 1900 courtiers en 2009, incluant sa filiale BrokerLink. Elle distribue également ses produits directement aux consommateurs par l’entremise de belairdirect.
En 2009, son chiffre d'affaires, de 4,2 milliards, se répartit à 50 % dans l'assurance auto, 30 % pour petites et moyennes entreprises et 20 % dans l'assurance habitation. 40 % du chiffre d'affaires provient de l'Ontario, 30 % du Québec, 25 % de l'Alberta.
Les primes directes souscrites (c’est-à-dire le montant que les clients paient pour les polices souscrites  durant l’année) ont augmenté au fil des ans. En 2015, elles totalisaient 7,9 milliards de dollars.
Charles Brindamour, qui a occupé divers postes de direction dans la société depuis 1992, devient chef de la direction d’Intact Corporation financière à partir de 2008. Entre 2001 et 2021, il pilote neuf des onze acquisitions d'Intact. En 2021, il reçoit en tant que directeur général d'Intact la distinction de l'année « Canada’s Outstanding CEO of the Year », en raison notamment des performances de la société. Entre 2008, moment où Intact est entrée en bourse, et 2021, le prix de l'action a augmenté pratiquement de 450 %, et Intact est la première assurance IARD canadienne. Sa marge se monte en 2021 à 12,5 milliards de dollars contre 7,5 milliards de dollars pour son plus important concurrent Insurance Corporation of British Columbia.

### Activités et unités d’affaires
Intact Corporation financière exerce ses activités sous les marques suivantes :
- Intact Assurance : assureur automobile, habitation et entreprises au Canada[19].
- Belairdirect : fondée en 1955, Belairdirect est une compagnie d'assurance qui offre des produits d'assurance automobile et habitation. En  1989, elle a été acquise par le groupe qui deviendra Intact Corporation financière en 2009[4].
- BrokerLink : cette filiale de Intact compte 150 succursales et plus de 2000 employés en 2021[20].
- Frank Cowan Company : cette société est rachetée par Intact en 2019 à Priceton[21]. En 2021 Intact change le nom de Frank Cowan Company, qui devient alors « Intact Public Entities »[22]. Cette filiale propose des produits d'assurance spécialisés pour les entités publiques dans tout le Canada : les municipalités, les administrations publiques et les organismes de services communautaires[13].
- Restauration On Side: cette filiale d'Intact, qui s'occupe de remises en état après sinistre de biens personnels ou commerciaux[23],[24], a été rachetée en 2019 à sa société mère On Side Developments Ltd[25],[24]. En 2021, cette filiale possède 41 succursales et 1 300 employés dans sept provinces du Canada[26].